# 吉田恭子 (配音員)
吉田恭子是日本女性聲優。主要從事成人遊戲的配音工作。

## 主要演出作品

### 電視動畫
- 你所期望的永遠（玉野真由）

### 遊戲
- 水色（進藤睦月）
- Like Life（小林唯月 / 信子 / 冰庫 / あかり）
- 你所期望的永遠（玉野真由）
- Muv-Luv Alternative（煌武院悠陽）
- Muv-Luv ALTERED FABLE（御劍悠陽）
- 家族計畫（高屋敷末莉）
- 處女愛上姐姐（十條紫苑）

### 廣播節目
- 你所期望的RADIO（大阪放送,TBS RADIO）（作為玉野真由的聲優而在早期客座參與）